# Синема дизајн
Синема дизајн (Cinema Design, Belgrade) самостална је продуцентска кућа коју је 1990. године основао српски глумац и редитељ Љубиша Самарџић. 
За 27 година постојања Синема дизајн у својој продукцији је реализовала 16 играних филмова и 3 ТВ серије (40 епизода).
У периоду од 1990. до 2000. године радили су условима грађанског рата у бившој СФРЈ и условима финансијске и политичке кризе.
Синема дизајн је било место где су млади ствараоци добијали шансу (Ђорђе Милосављевић са филмом Точкови, Горчин Стојановић са филмовима Убиство с предумишљајем и Стршљен)...
Синема дизајн је била присутна на многобројним фестивалима са својим филмовима:
- Филм Небеска удица приказан је премијерно на Берлинском филмском фестивалу 2000. године а освојио је награде у Монпељеу, Палм Спрингсу, Милану, те је приказан на немачко-француској ТВ Арте 2001. године
- Филм Наташа награђен је са златном ареном у Пули за женску улогу, затим на фестивалу у Албени, фестивалу Медфилм у Риму...
- Филм Јесен стиже, Дуњо моја постигао је завидну гледаност у домаћим биоскопима и просторима бивше СФРЈ.
- ТВ серија Мирис кише на Балкану ушла је у избор 10 најбољих ТВ серија за награду Еми 2012. године.

После смрти Љубише Самарџића његова супруга Мирјана у интервју листу Блиц је изјавила да се њихова продуцентска кућа Синема дизајн гаси, а каталог филмова и серија који су произвели продат је кабловском каналу Синеманија.

## Продукција филмова
| Год.   | Назив                             | Улога        |
| ------ | --------------------------------- | ------------ |
| 1990-е |                                   |              |
| 1991.  | Ноћ у кући моје мајке             |              |
| 1992.  | Полицајац са Петловог брда (филм) |              |
| 1992.  | Не трепери душо                   |              |
| 1992.  | Булевар Револуције                |              |
| 1993.  | Полицајац са Петловог брда        |              |
| 1993.  | Кажи зашто ме остави              |              |
| 1995.  | Убиство с предумишљајем           |              |
| 1998.  | Стршљен                           |              |
| 1999.  | Точкови                           |              |
| 1999.  | Небеска удица                     |              |
| 2000-е |                                   |              |
| 2001.  | Наташа                            |              |
| 2003.  | Ледина                            |              |
| 2004.  | Јесен стиже, Дуњо моја            | (филм)       |
| 2007.  | Коњи врани                        |              |
| 2008.  | Бледи месец                       |              |
| 2009.  | Јесен стиже, Дуњо моја            | (ТВ серија)  |
| 2010-е |                                   |              |
| 2010.  | Мирис кише на Балкану             | (ТВ серија)  |
| 2011.  | Мирис кише на Балкану             | (филм)       |
| 2016.  | Панта реи                         | документарац |